# Campionato mondiale di scherma 1970
Il Campionato mondiale di scherma del 1970 si è svolto ad Ankara in Turchia.
Sono stati assegnati 2 titoli femminili e 6 titoli maschili:
- femminile
  - fioretto individuale
  - fioretto a squadre
- maschile
  - fioretto individuale
  - fioretto a squadre
  - sciabola individuale
  - sciabola a squadre
  - spada individuale
  - spada a squadre

## Risultati

### Uomini
| Evento                          | Oro | Argento                                                                                        | Bronzo                                                                                      |
| Spada                           | |                                                                                                |                                                                                             |
| Spada individuale (dettagli)    | Aleksej Nikančikov                                                                                     | Sergej Paramonov                                                                               | Csaba Fenyvesi                                                                              |
| Spada a squadre (dettagli)      | Ungheria Csaba Fenyvesi Zoltán Nemere Győző Kulcsár Sándor Erdős Pál Schmitt                           | Polonia Bogdan Gonsior Henryk Nielaba Michał Butkiewicz Kazimierz Barburski Zbigniew Matwiejew | Svizzera Daniel Giger Christian Kauter Peter Lötscher Alexandre Bretholz Christian Stricker |
| Fioretto                        | |                                                                                                |                                                                                             |
| Fioretto individuale (dettagli) | Friedrich Wessel                                                                                       | Leonid Romanov                                                                                 | Marek Dąbrowski                                                                             |
| Fioretto a squadre (dettagli)   | Unione Sovietica Viktor Putjatin Leonid Romanov Anatolij Kotešev Vasyl' Stankovyč Valerij Luk'jančenko | Ungheria Sándor Szabó Jenő Kamuti László Kamuti Béla Gyarmati István Czakkel                   | Romania Mihai Țiu Tănase Mureșanu Iuliu Falb Ștefan Ardeleanu Ștefan Haukler                |
| Sciabola                        | |                                                                                                |                                                                                             |
| Sciabola individuale (dettagli) | Tibor Pézsa                                                                                            | Mark Rakita                                                                                    | Vladimir Nazlymov                                                                           |
| Sciabola a squadre (dettagli)   | Unione Sovietica Viktor Sidjak Mark Rakita Vladimir Nazlymov Ėduard Vinokurov Sergej Prichod'ko        | Ungheria Tibor Pézsa Tamás Kovács Miklós Meszéna Péter Marót János Kalmár                      | Polonia Jerzy Pawłowski Józef Nowara Zygmunt Kawecki Krzysztof Grzegorek Janusz Majewski    |

### Donne
| Evento                          | Oro | Argento                                                                       | Bronzo |
| Fioretto                        | |                                                                               | |
| Fioretto individuale (dettagli) | Galina Gorochova | Elena Novikova-Belova                                                         | Olga Szabo                                                                                                 |
| Fioretto a squadre (dettagli)   | Unione Sovietica Galina Gorochova Elena Novikova-Belova Aleksandra Zabelina Svetlana Čirkova Tat'jana Petrenko-Samusenko | Romania Olga Szabo Ecaterina Iencic-Stahl Ileana Drîmbă Ana Pascu Maria Vicol | Francia Catherine Rousselet Brigitte Gapais Annick Level Claudette Herbster-Josland Marie-Chantal Demaille |

## Medagliere
| Posizione | Nazione          |   |   |   | Totale |
| --------- | ---------------- | - | - | - | ------ |
| 1         | Unione Sovietica | 5 | 4 | 1 | 10     |
| 2         | Ungheria         | 2 | 2 | 1 | 5      |
| 3         | Germania Ovest   | 1 | 0 | 0 | 1      |
| 4         | Polonia          | 0 | 1 | 2 | 3      |
| 5         | Romania          | 0 | 1 | 2 | 3      |
| 6         | Francia          | 0 | 0 | 1 | 1      |
| 6         | Svizzera         | 0 | 0 | 1 | 1      |
| Totale    | Totale           | 8 | 8 | 8 | 24     |